# 샤론 피에르 루이스

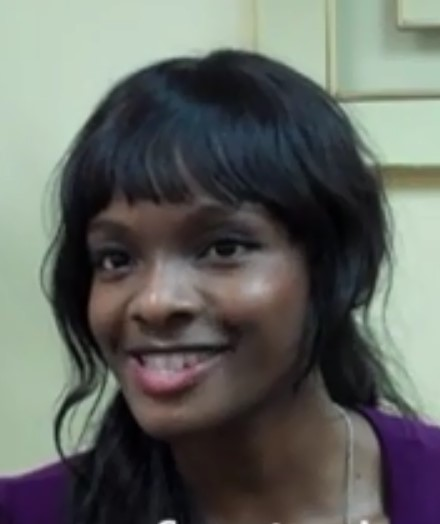

샤론 피에르 루이스(Sharon Pierre-Louis, 1985년 ~ )는 미국의 배우, 텔레비전 배우, 영화배우이다.
플로리다주에서 태어났다.

## 방송
- 더 라잉 게임 시즌2
- 더 라잉 게임 시즌1

## 영화
- 일렉트릭 러브 (2018년)
- 장고: 분노의 추적자 (2012년) - 리틀 조디 역